# Barão da Regaleira
Barão da Regaleira é um título nobiliárquico criado por D. Maria II de Portugal, por Decreto de 7 de Novembro de 1840, em favor de Ermelinda Allen, depois  1.ª Viscondessa da Regaleira.
Titulares
1. Ermelinda Allen, 1.ª Baronesa e 1.ª Viscondessa da Regaleira;
2. Maria Isabel Allen, 2.ª Baronesa da Regaleira;
3. Paulo Carlos Allen de Morais Palmeiro, 3.º Barão da Regaleira.